# Duckett's Green
Duckett's Green est une zone anglaise située au nord de Londres, dans le borough londonien de Haringey.